# Jelić
Jelići su u Hrvatskoj najčešće Hrvati, većim dijelom iz okolice Senja, a prema nekim izvorima iz Dolca kraj Splita, s otoka Iža, Čavoglava kraj Drniša ili Hercegovine (Rame, Širokog Brijega). Rijetko su i Srbi iz Hrvatske (okolica Knina). Razmjerno najviše Jelića u proteklih sto godina rođeno je u Rastokama pokraj Gospića, gdje se svaki drugi stanovnik prezivao Jelić. U Hrvatskoj danas živi oko 4 tisuće Jelića u 1.500 ga čini 55. prezimenom prema brojnosti u Hrvatskoj. U Srbiji, od sedam milijuna stanovnika, ovo prezime je 47. prema brojnosti. Ovo se prezime može pronaći i u Crnoj Gori te Bosni i Hercegovini.

## Poznati Jelići
- Christian Yelich, američki igrač bejzbola, srpskoga podrijetla[3]
- Nikola Jelić, srpski hip hop glazbenik poznatiji kao „Mikri Maus”[4]
- Dragutin „Dragi” Jelić, srpski rock glazbenik, član YU grupe[5]
- Živorad „Žika” Jelić, srpski rock glazbenik, član YU grupe[5]
- Aleksa Jelić, srpski pop glazbenik i umetnik[6]
- Prim. dr. Roman Jelić, hrvatski doktor i povjesničar (opća povijest i povijest medicine)
- Ivan Jelić, hrvatski dipl.ing.agronomije
- Vinko Jelić, hrvatski skladatelj
- Luka Jelić, hrvatski povjesničar i arheolog
- Mišo Jelić,  hrvatski književnik iz Mađarske
- Branimir Jelić, hrvatski političar, liječnik i publicist
- Vojin Jelić, hrvatski književnik srpske nacionalnosti
- don Ante Jelić, hrvatski svećenik
- Dragi Jelić, srpski rock glazbenik
- Lynne Yelich, kanadska državna ministrica hrvatskog podrijetla
- Milan Jelić, bivši predsjednik Republike Srpske
- Chris Jelić, američki igrač basseballa hrvatskog podrijetla
- Sonja Yelich, novozelandska pjesnikinja hrvatskog podrijetla
- Tomislav Jelić, hrvatski glazbenik, bivi član grupe Colonia
- Dušan Jelić, srpski košarkaš
- Barbara Jelić Ružić, hrvatska odbojkašica
- Petar Jelić, bosanskohercegovački nogometaš
- Matej Jelić, hrvatski nogometaš
- Nikolina Jelić, hrvatska odbojkašica
- Lorde rođena kao Ella Jelić-O'Connor, novozelandska pjevačica hrvatskog podrijetla
- Matea Jelić, hrvatska taekwandoašica

## Zanimljivosti
- Djed i baka Miss Amerike Terese Scanlan koji su podrijetlom s otoka Ilovika zovu se Nives i Franko Jelić[7]